# Gmina Venansault
Venansault to gmina we Francji, w regionie Kraj Loary, w departamencie Wandea.
Według danych na rok 1990 gminę zamieszkiwały 3 163 osoby, a gęstość zaludnienia wynosiła 71 osób/km² (wśród 1504 gmin Kraju Loary Venansault plasuje się na 150. miejscu pod względem liczby ludności, natomiast pod względem powierzchni na miejscu 104.).